# François Bartholoni
Pour les articles homonymes, voir Bartholoni.
 (décembre 2009).
François Bartholoni est un banquier français d'origine genevoise né le 2 mars 1796 à Genève et décédé le 9 juin 1881 au Petit-Saconnex (aujourd'hui à Genève). Il est l'un des pionniers du développement des chemins de fer en France.
C'est un descendant d'une famille de soyeux protestants originaires de Florence, réfugiés pour cause de religion, bourgeois de Genève dès 1606.

## Biographie
Bartholoni se rend à Paris dès 1816, naturalisé français, il va être économiste, financier et banquier, adepte du principe des sociétés d'économie mixte. Il a été un des pionniers des chemins de fer en France.
Il est l'ami de Louis-Antoine Beaunier (1779-1835) qui a construit en 1823 la première ligne de chemin de fer en France, entre Saint-Étienne et Andrézieux.
Marié à Denise Palmyre Tattet, le couple a quatre enfants : Caroline (née en 1821), Anatole, Fernand, et Charles.

### Un financier libéral défendant le principe des concessions et du partenariat public-privé
En 1835, Bartholoni, qui écrit son nom Bartholony en France, propose une solution financière pour construire les nouvelles lignes de chemin de fer : la garantie d'intérêt des investissements par l'État
En 1838, Bartholony écrit un livre reprenant les discussions qui ont eu lieu au moment de la soumission pour la concession de la Compagnie de chemin de fer du Nord pour exposer ses vues : Du meilleur système à adopter pour l’exécution des Travaux publics, et notamment des grandes lignes de chemin de fer.
Il commence par écrire :
- Que l’administration des Ponts et Chaussées non seulement n’a rien fait pour attirer les notabilités commerciales dans les travaux publics, mais, au contraire, a tout fait pour les en éloigner ;
- Que la subvention d’argent et le prêt, modes de secours préférés, naguère, à la garantie d’un minimum de revenu, sont des modes d’encouragement infiniment moins efficaces et moins avantageux à toutes parties intéressés, que celui de l’appui du crédit de l’État ;
- Enfin, que le refus récent de l’administration des Ponts et Chaussées d’accorder aux Compagnies un genre de secours tellement efficace qu’il rend possibles tous les grands travaux productifs, n’a pas d’autre cause ni d’autre origine que l’antipathie avouée de l’administration pour l’industrie privée ».

et blâme l’immobilisme dont fait preuve le gouvernement dans la période de paix que connaît alors la France.
Il y répond aux critiques faites contre les compagnies : « Le grand argument qu’on opposera aux Compagnies industrielles, c’est l’abus qui a été fait des sociétés par actions ; mais, outre que l’on trouvera sans doute des moyens légaux de mettre un terme à ce grave inconvénient, tout en respectant cependant le principe de l’esprit d’association qui commence à se développer en France, il est évident encore que de l’excès du mal sortira bientôt le remède ; car, déjà, il est facile de s’apercevoir que ce moyen de faire des dupes est tombé dans le plus grand discrédit.
On ne peut d’ailleurs raisonnablement concevoir les mêmes craintes pour les grandes entreprises de travaux publics, fondées comme nous l’entendons … ».
Il s’interroge sur les causes du retard de la France : « Comment se fait-il, enfin, que l’Angleterre, qui ne possède pas comme nous une administration des Ponts et Chaussées, soit le pays d’Europe le plus avancé en fait de voies de communication et de transports en tout genre ? Certes ce ne sont point les membres des Ponts et Chaussées, comme individus, qui sont causes de l’état stationnaire dans lequel nous languissons, mais c’est bien probablement l’organisation du corps qui est vicieuse.
Il faudrait donc, avant tout, refondre le code administratif des Ponts et Chaussées, et fonder une sorte de charte de travaux publics, basée sur l’alliance du Gouvernement avec l’industrie.»
Il critique les conclusions de la commission chargée de l’étude des nouvelles lignes de chemin de fer : « La commission des chemins de fer, nommée par le Gouvernement, tout en émettant un avis favorable à l’exécution des grandes lignes par l’État, a conclu à leur exploitation par l’industrie privée.
Au surplus, qu’il nous soit ici permis de faire ici, sur les conclusions de cette commission, une remarque qui prouvera qu’elles ont été prises, peut-être, un peu légèrement et sans une exacte appréciation de leurs conséquences. Selon la commission, il faut que l’État exécute, et qu’ensuite il afferme à des Compagnies ; or l’État n’exécute pas à bon marché, et ces ouvrages qu’il aura créés à grands frais, il ne les affermera pas pour rien ; il demandera probablement aux Compagnies un revenu proportionné aux dépenses qu’il aura faites ; mais celles-ci n’entendront point être, pour rien, les fermiers de l’État : il leur faudra des conditions qui leur laissent la perspective d’un bénéfice annuel ; alors, où trouvera-t-on ce qui est nécessaire pour faire face, et au prix du fermage, et aux bénéfices du fermier ? Sur les tarifs incontestablement, c’est-à-dire sur le public. Que devient, dans cette hypothèse, la pensée, toujours mise en avant, qu’il importe d’établir des tarifs très bas, et qu’on n’y parviendra que si le gouvernement exécute lui-même ? Ne serait-ce pas, au contraire, en faisant exécuter et gérer par l’industrie privée, qu’on arrivera à établir des tarifs aussi modérés que possible ? La commission, en concluant à l’exécution par l’État et à la gestion par des Compagnies industrielles, fournit elle-même la preuve la plus évidente que l’État ne doit pas être plus chargé de l’une que de l’autre ; et que pour faire bien, pour opérer rationnellement, c’est l’industrie qu’il faut charger de tout. »
Il répond ensuite aux critiques faites contre les soumissions aux Compagnies industrielles au cours des discussions à la Chambre des députés :
- Il ne faut pas aliéner les grandes lignes politiques, parce ce sont les rênes que l’État, gardien de l’indépendance du pays, doit tenir dans ses mains.
- L’État doit être propriétaire des chemins de fer, comme il l’est des routes, comme il devrait l’être des canaux, en vue de la suppression des droits de péage.
- Les tarifs, pour être justes envers tous, doivent, au moins, être uniformes.
- L’État doit être maître des tarifs.
- Le monopole des Compagnies serait intolérable.
- Les ingénieurs civils ne valent pas ceux du Gouvernement.
- Il faut, surtout, ne plus accorder de concessions perpétuelles ; car c’est une faute immense que d’engager l’avenir.
- Il faut, dans tous les cas, que l’État puisse racheter les chemins concédés.
- Le choix des Compagnies est illusoire, si les concessionnaires ne restent pas les administrateurs.
- Le cautionnement n’est d’aucun effet contre la mauvaise gestion.

Il montre que toutes les idées et craintes évoquées lui paraissent injustes et illusoires.
Dans une annexe, il montre comment il est possible aux Compagnies de lever une somme de 1 milliard de francs pour faire les travaux nécessaires à la construction de nouvelles lignes de chemin de fer contre une garantie d’intérêt de 4 % donnée par l’État au prix d’un risque pour lui de payer une somme de 122 millions de francs qu’il peut emprunter sous forme de rente lui imposant une annuité de 6,1 millions de francs pendant 40 ans.

### Président du conseil d'administration de la compagnie d'Orléans

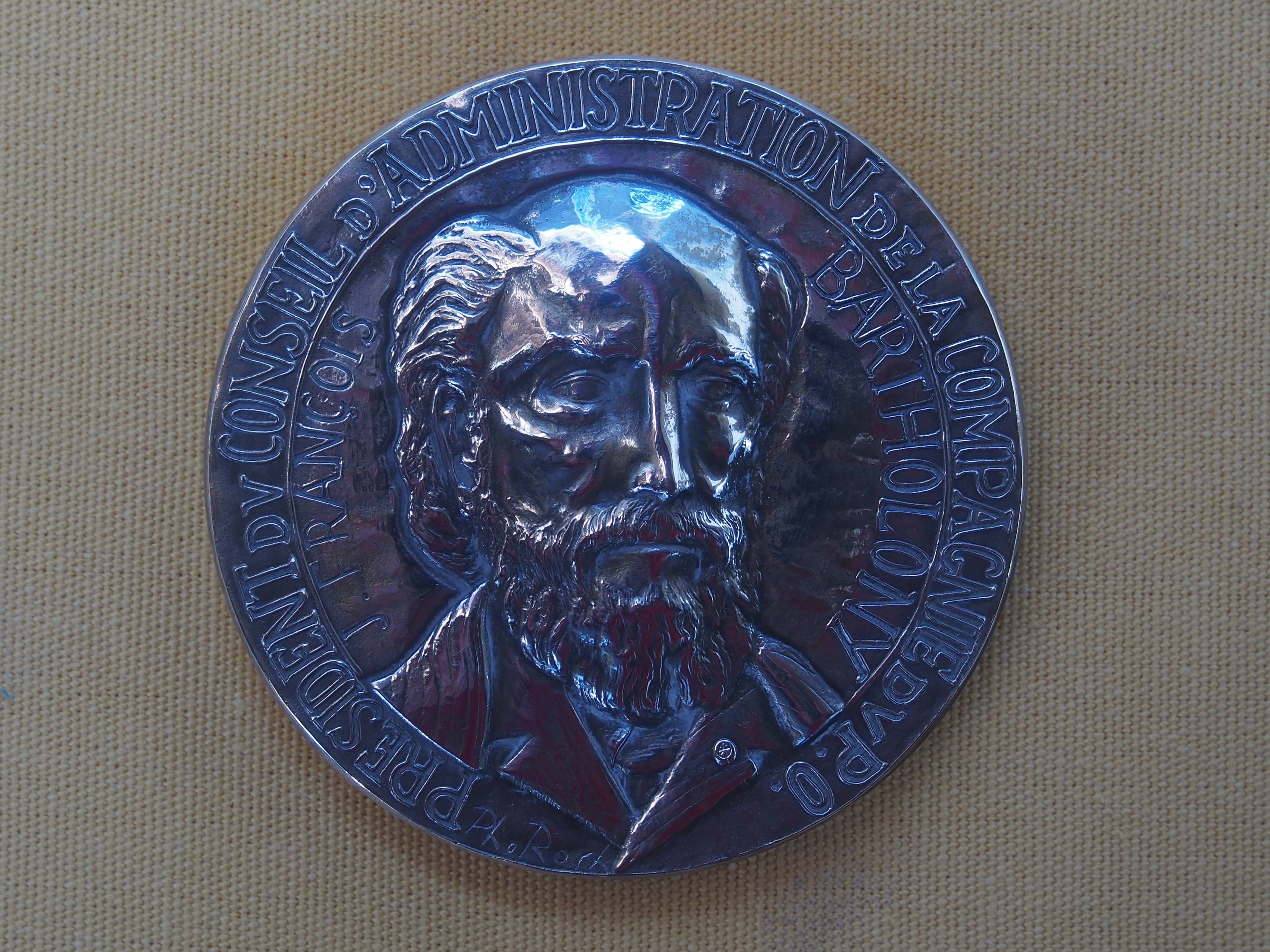
Médaille commémorative de François Bartholony.

En 1840, Bartholony est président du conseil d'administration de la Compagnie du chemin de fer de Paris à Orléans. Cette compagnie a demandé à l'État un prêt de 16 millions, soit les deux cinquièmes du fonds social. Refus de la commission chargée du dossier. Sur la proposition de Bartholony, la compagnie modifie sa demande et évoque une garantie d'intérêt. Cette proposition est acceptée. Le Parlement vote favorablement et le 15 juillet une loi est signée garantissant à la compagnie du chemin de fer de Paris à Orléans un minimum d'intérêt de 4 % pendant 46 ans, à dater de l'achèvement complet de la ligne. Cette loi a permis de sauver la compagnie de l'échec
Le 26 juillet 1844, une loi est votée sur le chemin de fer de Paris sur le Centre de la France. Cette loi prévoit la construction du prolongement de la ligne entre Vierzon et Châteauroux pour 7,6 millions de francs, et entre Vierzon et le bec d'Allier pour 13 millions de francs. Le bail d'exploitation est adjugé le 9 octobre à la société des sieurs Bartholoni et Cie, et homologué le 24 octobre.
En 1845, Bartholoni forme la Compagnie des mines de la Loire et prend le contrôle du canal et des lignes de chemin de fer qui les desservent.
En 1847, le ministre des Finances est favorable à l'amodiation pendant 60 ans de dix des canaux les plus importants qui a été soumissionnée par MM. Bartholoni et Delahante. Baptiste Alexis Victor Legrand (1791-1848), directeur général des Ponts et Chaussées, envoie une lettre de protestation à son ministre le 27 août : "Si tous les canaux qui se réunissent au canal de Bourgogne, à celui du Centre et à celui du Nivernais sont confiés à une administration qui mettra toujours ses intérêts privés au-dessus des intérêts généraux, elle fera pencher à sa volonté la balance du commerce au profit ou au détriment de telle ou telle partie du territoire... Rien ne lui sera plus facile en faisant varier les tarifs sur l'une ou l'autre des voies de communication...et les populations de plusieurs régions du royaume seront entièrement à sa merci".
Il est l'artisan de la ligne Lyon-Genève et du choix de l'emplacement de la gare Cornavin.
En 1863, il suggère au Conseil fédéral la création d'une « Société générale des chemins de fer suisses ».
Il est aussi l'un des délégués de l'assemblée générale de la Caisse générale du commerce et de l'industrie.

### Mécène à Genève
Genève doit à Bartholony le conservatoire de musique (1835, bâtiment 1858).
Il se fait construire une villa à la Perle-du-Lac par l'architecte Félix Callet entre 1828 et 1830. Ce bâtiment abrite aujourd'hui le Musée d'histoire des sciences de Genève.

### Décorations
Officier de la Légion d'honneur[Quand ?]

## Souvenir
À l’occasion du centenaire de la première caisse de secours et de retraites des cheminots, les syndicats de la SNCF ont honoré la mémoire de Bartholony en faisant frapper une médaille à son effigie.

## Ouvrages
- Francois Bartholony - Du meilleur système à adopter pour l'exécution des travaux publics en France et notamment des grandes lignes de chemins de fer - Adolphe Blondeau imprimeur-éditeur - 1839 BNF Base Gallica, BNF Base Gallica : Appendice
- François Bartholony - Lettre à un député, sur le nouveau système de travaux publics adopté par le Gouvernement pour la construction des lignes de chemin de fer - Éditeur Carilian-Goeury - 1842
- François Bartholony - Deuxième lettre à un député. Observations sur l'exécution de la loi du 11 juin 1842, relativement à l'établissement des grandes lignes de chemins de fer - A. Blondeau - 1843
- François Bartholony - Lettre de M. Fs Bartholony,... à M. J. Dufaure, rapporteur de la loi des chemins de fer au sujet du meilleur mode d'exécution de la loi du 11 juin 1842 relative à l'exploitation des chemins de fer. 30 avril 1843 - Imprimerie de P. Dupont - 1843
- François Bartholony - Résultats économiques des chemins de fer, ou Observations pratiques sur la distribution des richesses créées par ces nouvelles voies de communication et sur le meilleur système d'application de la loi du 11 juin 1842 - Imprimerie de P. Dupont -1844 BNF base Gallica
- François Bartholony - Observations de la Compagnie du chemin de fer de Lyon à Genève, en réponse aux arrêtés des 7 et 14 avril 1854 du Conseil d'État de Genève. Signé le président du Conseil d'administration de la Compagnie du chemin de fer de Lyon à Genève, F. Bartholony - Imprimerie de P. Dupont - 1854
- François Bartholony - Simple Exposé de quelques idées financières et industrielles - Éditeur H. Plon - 1860
- François Bartholony - Note adressée à M. le Président et à MM. les membres du Conseil fédéral, par M. F. Bartholony, sur les mesures législatives à adopter pour consolider et achever l'œuvre des chemins de fer suisses - Imprimerie de N. Chaix - 1863
- François Bartholony - Coup d'œil sur l'avenir financier de la France. L'amortissement de la dette publique par voie de compensation pour effacer les derniers vestiges de l'invasion - la Revue des deux mondes - 1875

## Sources